# Ebbe Gyldenstierne
Ebbe Gyldenstjerne til Vosnæsgård og Palstrup (omkring 1620 – omkring 1680) var en dansk adelsmand.
Han var søn af Laksmand Gyldenstjerne til Bjersgård og Margrethe Friis og skrev sig til Vosnæsgård, som han arvede efter sin mors slægt, senere til Palstrup, som han tilgiftede sig.
Efter at have studeret i udlandet -- han blev i 1642 immatrikuleret ved Universitetet i Leiden -- blev han i 1646 hofjunker. Han tog imidlertid straks efter udenlands igen. Han var i 1647 i Paris sammen med Corfits Ulfeldt og fulgte dennes hustru på et besøg i England. 
I 1648 var han til stede ved kong Christian 4.'s dødsleje. Efter tronskiftet fik han Koldinghus i forlening, men ombyttede i 1651 Koldinghus med Hørje Len i Skåne, som han mistede ved tabet af Skåne til Sverige. 
Under krigen med Sverige tjente han dels som ritmester ved et kompagni jyske sogneryttere, dels som landkommissær, og han var en af de kommissærer, som 1658 skulle ledsage den svenske hær ud af landet. I 1660 kaldes han overkommissær i Nørrejylland, og han synes fra 1661-63 og senere i årene 1671 og 1677 at have været amtmand over Hald Amt og stiftamtmand i Viborg; i 1664 blev han også betroet inspektionen over Silkeborg Amt. 
Han blev 10. juni 1649 gift med Ellen Olufsdatter Parsberg, og af deres børn døde oberstløjtnant Laurids Ulfeldt Gyldenstjerne i 1729 som den sidste mand af de danske linjer af den gamle slægt. 